# 卡拉奥泽克村
卡拉奥泽克村（俄语：Село Караозек）是俄罗斯联邦阿斯特拉罕州克拉斯内亚尔区所属的一个村。其下辖有1个居民点，行政中心为卡拉奥泽克。据2015年统计，该村的人口为551人。